# Charles Goerens

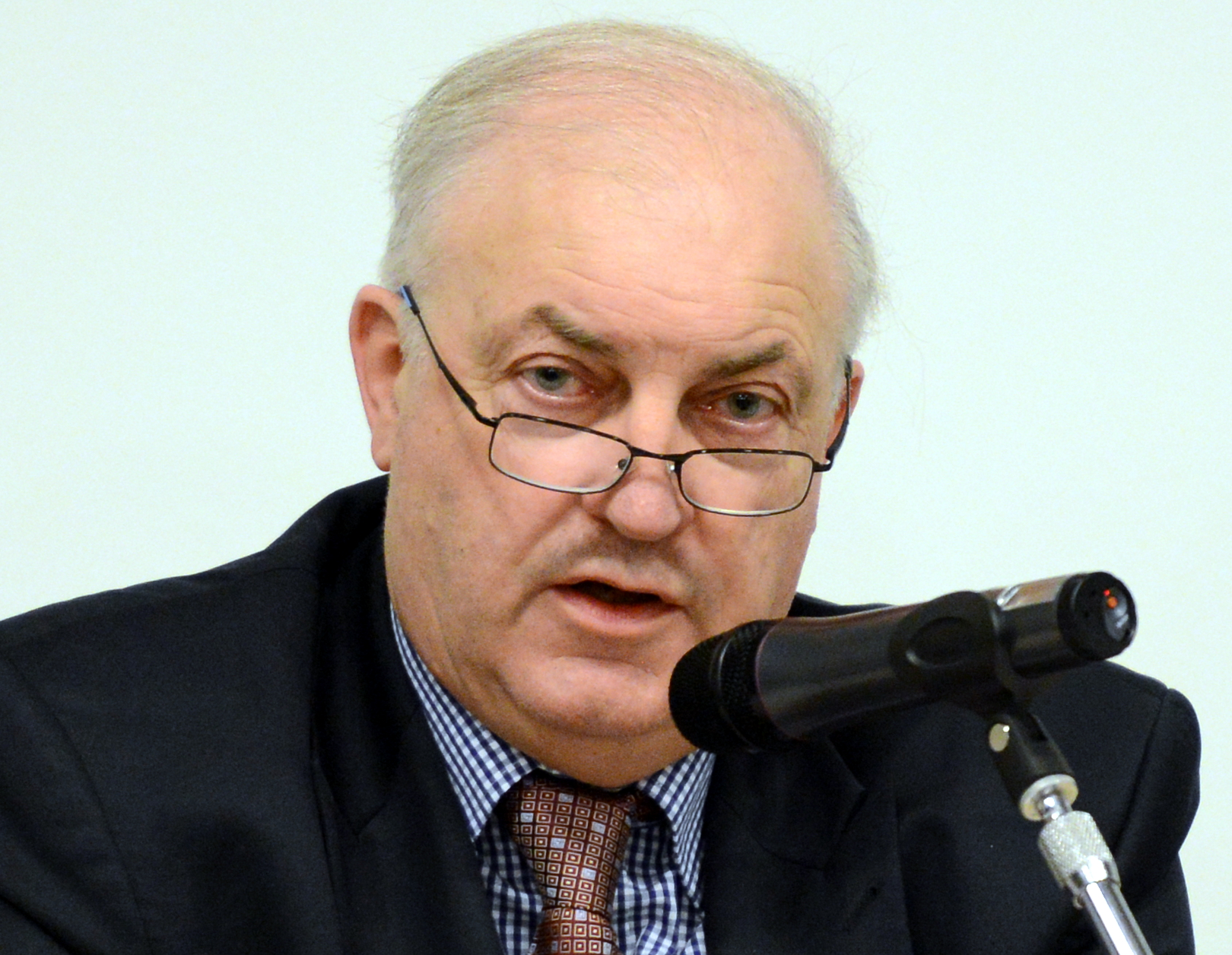
Charles Goerens (2014).

Charles Goerens (n. 6 februarie 1952, Ettelbruck) este un om politic luxemburghez, membru al Parlamentului European în perioada 1994-1999 din partea Luxemburgului.